# Pierre de Corte
Pour les articles homonymes, voir Corte (homonymie).
Pierre de Corte, sous sa forme latinisée Petrus Curtius, (Bruges, 1491 - 16 octobre 1567) fut le premier évêque du diocèse de Bruges nouvellement créé, de 1560 (nomination) ou 1562 (installation) jusqu'à sa mort en 1567.

## Jeunesse et débuts
Pierre de Corte est le fils de Jan de Corte et Josine Bultinck et appartenait à une famille distinguée des échevins de Bruges. Il est allé à l'école secondaire à l'établisement « Le Lys » à Louvain - où il étudie le latin, la rhétorique, la dialectique et la physique -, puis à la Faculté des arts. Il étudie également à la Faculté de ThéologieI
Il devient prêtre en chef de l'église Saint-Pierre à Louvain en 1529 et en 1530 il est nommé chanoine.

## Évêque de Bruges
En 1559, Pierre de Corte est membre de la commission pontificale chargée de la réorganisation des diocèses. En 1560 il est nommé par le roi Philippe II d'Espagne premier évêque du nouveau diocèse de Bruges, ce qui est confirmé en 1561 par le pape Pie IV. Il prend officiellement possession de son diocèse le 8 février 1562 au cours d'une cérémonie à la cathédrale Saint-Donatien, à l'âge de soixante-dix ans.
Il est sans cesse en conflit avec Charles de Croÿ, évêque de Tournai dont le diocèse de Bruges avait été retiré. Il était également souvent en conflit avec les équipes municipales. Pierre de Corte avait cependant de bonnes relations avec la cour, notamment avec Marguerite de Parme.
Après sa mort, le diocèse a eu deux ans à attendre pour trouver un successeur en la personne de Remi Drieux. En attendant, le diocèse a été dirigé par trois vicaires.
Le portrait de Pierre le Corte par Pieter Pourbus a été préservé dans le palais de l'évêque de Bruges.